# Демократическая партия (Кипр)
Демократическая партия (греч. Δημοκρατικό Κόμμα, ΔΗΚΟ, тур. Demokrat Parti) — политическая партия на Кипре, придерживающаяся центристской ориентации.
Была основана в 1976 председателем Палаты представителей Спиросом Киприану, в следующем году занявшим пост президента Кипра, и стала третьей политической силой греческого Кипра после коммунистической АКЭЛ и консервативного Демократического объединения, однако после поражения Киприану на президентских выборах в 1988 поддержка партии снизилась. В годы «Холодной войны» выступала за политику неприсоединения Кипра, развитие дружественных отношений одновременно и с восточным, и с западным блоками.
В 2000 новым председателем партии стал Тассос Пападопулос, избранный в 2003 президентом; в 2001 партия получила 15 % голосов и 9 из 56 мест в парламенте, что стало её худшим результатом в истории выборов. В 2004 партия выступила на референдуме против Плана Аннана на референдуме, в результате чего проект был отклонён. По итогам парламентских выборов 2006 года партия получила 17,9 % голосов и 11 депутатских кресел. После этого новым председателем партии стал Мариос Гароян. В 2008 Пападопулос выбыл из первого же тура президентских выборов и потерял пост президента. На парламентских выборах 22 мая 2011 года партия получила 63 763 (15,76%) голосов и 9 мест.
По итогам выборов 2009 года в Европейский парламент Демократическая партия, как и в 2004, получила 1 мандат, где её депутат вошёл в парламентскую группу Прогрессивный альянс социалистов и демократов, хотя раньше партия не являлась членом каких-либо международных объединений (в 2013 году вошла в глобальный Прогрессивный альянс).